# Integron

Budowa integronu: intI – gen integrazy, Pc – promotor, attI sekwencja rozpoznawana przez integrazę, attC- sekwencja kasety genowej rozpoznawana przez integrazę

Integron – element genetyczny obecny w genomie bakterii zdolny do włączania dodatkowych genów w wyniku umiejscowionej rekombinacji. Nazwa może być stosowana zarówno do genu kodującego specyficzną miejscowo rekombinazę, jak i do struktury składającej się z genu integrazy wraz z kasetą genową, czyli przenoszonych genów oraz promotora transkrypcji, umożliwiającego ekspresję przeniesionych genów. Stwierdzono także istnienie integronów z kilkoma kasetami genów.
W genomie Vibrio cholerae stwierdzono występowanie superintegronu, czyli wielu integronów zdolnych do przenoszenia całego szeregu kaset genowych. 
Istnienie integronów umożliwia naturalny przepływ genów w populacjach bakterii, co zapewnia im przetrwanie i adaptację do zmieniających się warunków. Naturalny system klonowania zapewnia przenoszenie między bakteriami między innymi oporności na antybiotyki. Jednakże istnienie superintegronów mających znaczny udział w genomie bakteryjnym świadczy o ważnej roli tej drogi rekombinacji w ewolucji.

## Budowa i działanie
Podstawowym składnikiem integronu jest gen kodujący integrazę (intI) oraz sekwencja attI, odpowiedzialna za wiązanie integrazy. Sekwencja attI jest miejscem włączania kasety genowej i promotora (Pc). Transkrypcja włączonych genów zachodzi w odwrotnym kierunku niż transkrypcja genu integrazy. Integraza rozpoznaje zarówno sekwencję attI, jak i attC w obrębie ruchomej kasety genowej. W wyniku działania enzymu następuje włączenie genów kasety do chromosomu bakteryjnego.